# Alció de l'illa de Bougainville
L'alció de l'illa de Bougainville (Actenoides bougainvillei) és un alció, per tant un ocell de la família dels alcedínids (Alcedinidae) que manglars i boscos de Bougainville, a les illes Salomó. La població de l'illa de Guadalcanal era considerada coespecífica però ara és considerada una espècie diferent (Actenoides excelsus).